# Devolo
Die devolo solutions GmbH ist ein deutscher Hersteller von Netzwerktechnik für Endkunden, gewerbliche Anwender sowie Produkte für das intelligente Stromnetz („Smart Grid“) mit Sitz in Aachen. Das Unternehmen gibt an, in Deutschland treibende Kraft der PowerLAN-Heimvernetzung über die hausinterne Stromleitung zu sein, und ist Marktführer in diesem Segment.

## Geschäftsfelder

### Allgemein
Hauptgeschäftsfeld von Devolo sind Produkte zur Datenübertragung über die hausinternen Strom- und Koaxialleitungen und damit für den einfachen Aufbau eines Netzwerkes für Internet, IP-Telefonie, Audioübertragung oder IPTV mit Priorisierung von Live-Streaming-Diensten (QoS). Eine eingetragene Marke der Devolo ist dLAN (englisch direct Local Area Network).
Das Produktangebot wurde ständig erweitert: 2005 um ADSL2+-Lösungen, 2006 um 200-Mbit/s-Powerline-Produkte (Homeplug AV), 2007 um Powerline-Business-Produkte (Netzwerkübertragung über Koaxial-, Telefon- oder Stromkabel). 2008 erschien das Produkt dLAN TV Sat, der erste Adapter für die Satelliten-TV-Übertragung über das hausinterne Stromnetz, 2010 folgte die Erweiterung dLAN TV Sat 1300-HD, der erste DVB-S-Receiver, der kein Antennenkabel mehr benötigt, sondern über die Stromleitung funktioniert.
Devolo ist zudem Hersteller von Smart-Home-Komponenten für Verbraucher und agiert damit im Markt für Nachrüst-Lösungen. Weitere Betätigungsbereiche der Firma sind der Verkauf von Powerline-Adaptern im Erstausrüster-Segment sowie Produkte für die Powerline-Kommunikation im Bereich der Energienetze, dem Smart Grid. Darüber hinaus bietet Devolo Powerline-Integrationsmodule nach dem GreenPHY-Standard an, die direkt in geeignete Produkte eingebaut werden können.
Mit einem Marktanteil von 70 % in Deutschland, 50 % in Europa und ca. 30 % weltweit bestreitet das Unternehmen eine führende Position im Segment von Powerlineprodukten der IT-Branche. 2009 betrug der Exportanteil am Umsatz 60 %.
Von den im Jahr 2018 angestellten 300 Mitarbeitern arbeitete ein Großteil in der Produktentwicklung.

### Endkunden-Produkte

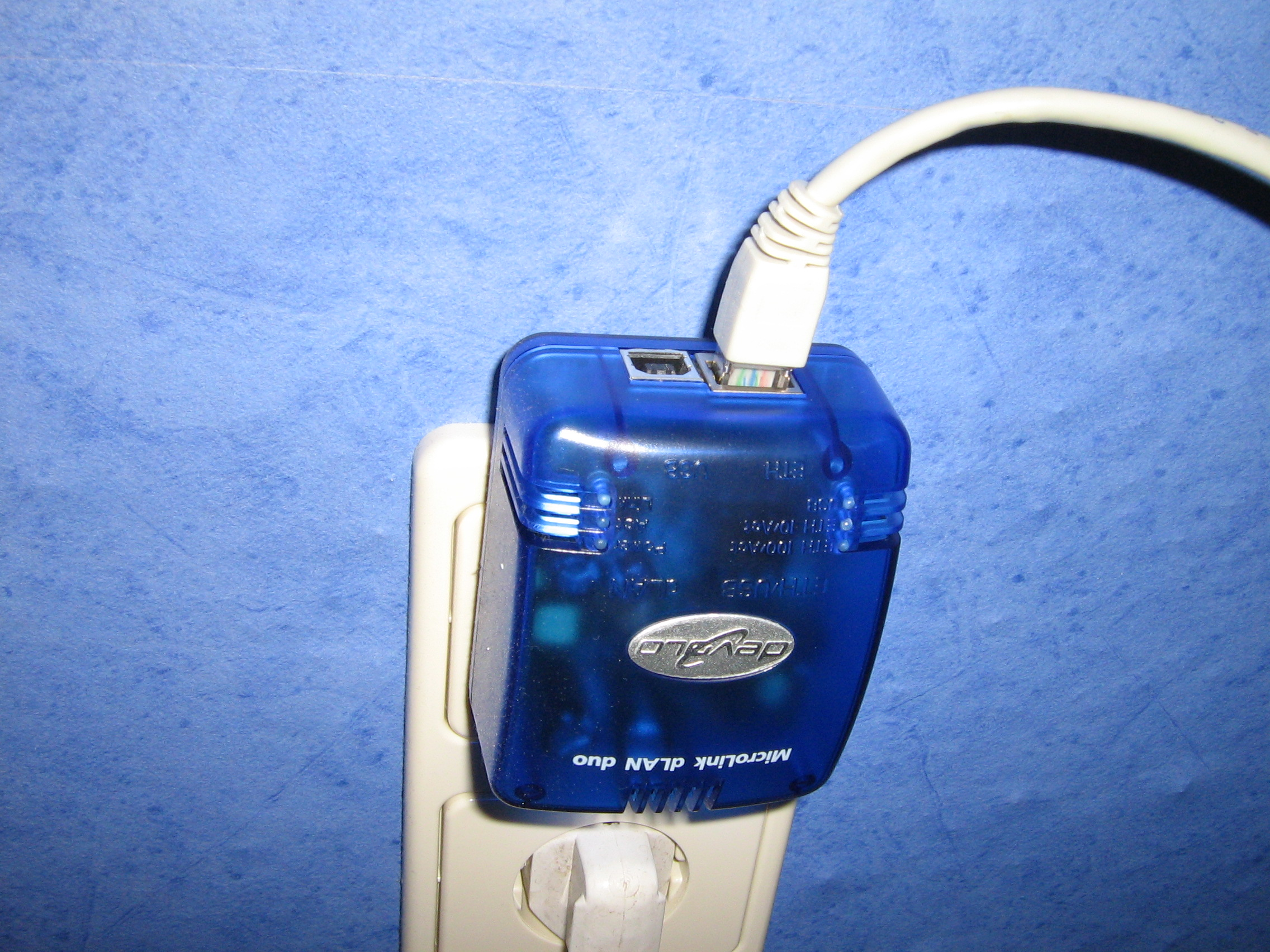
MicroLink DLAN duo, älterer PowerLAN-Adapter von Devolo mit 10/100Mbit-Ethernet- sowie USB-Schnittstelle

- dLAN: Die Devolo-PowerLAN-Produktlinien basierend auf dem Standard HomePlug AV 2. Zu Details der Entwicklung siehe Abschnitt #Geschichte.
- dLAN WiFi: Die lange als WiFi Move bezeichnete Technologie basiert auf mehreren WLAN Access Points im Haus, die über Powerline mit dem Netzwerk verbunden sind. Sie für die Bereitstellung einer hohen WLAN-Verfügbarkeit gedacht: Die einzelnen Powerline-WLAN-Adapter errichten ein gemeinsames WLAN, die mobilen Endgeräte verbinden sich automatisch mit dem jeweils sendestärksten Zugangspunkt.[6]
- dLAN TV SAT war ein inzwischen eingestelltes Produkt zur Übertragung von Satellitenfernsehen über die Stromleitung. Der LNB der Satellitenantenne wurde dabei mit einem powerline-fähigen Satellitenempfänger verbunden. Das Satelliten-TV-Signal stand so an jeder beliebigen Steckdose des Haushalts zur Nutzung durch Set-Top-Boxen, Computer, Smartphones und Tablet-PCs bereit. Anfangs setzte Devolo einen proprietären Standard ein; die letzte ausgelieferte Generation von dLAN TV SAT war nach dem SAT>IP-Standard spezifiziert.[7]
- Devolo Home Control – Smart-Home-Produkte.[8]
- Devolo Magic – Devolo-PowerLAN-Produktlinien basierend auf dem Standard G.hn[9]

### Industriekunden-Produkte
- dLAN GreenPHY: Neben den konventionellen Powerline-Adaptern fertigt Devolo Powerline-Integrationsmodule, die den GreenPHY-Standard unterstützen.[10] Das dient u. a. zur Übertragung schmalbandiger Regelsignale im Rahmen einer Smart-Home-Steuerung.
- Smart Grid: Produkte für den Energiesektor, etwa Energieversorger und Messstellenbetreiber. Angeboten werden unter anderem digitale Stromzähler, Modems für die Datenübertragung im Nieder- und Mittelspannungsnetz sowie Smart Meter Gateways.
- dLAN PROFESSIONAL bietet Konfigurationsmöglichkeiten und zusätzlichen Support. Öffentliche Einrichtungen oder Einzelhandelsbetriebe können ohne eigene Netzwerkinfrastruktur Daten übertragen. Während Powerline-Netze bei Endkunden auf 8 Adapter beschränkt sind, kann diese Anzahl bei den dLAN Professional-Produkten überschritten werden. Das Produkt dLAN 500 AVpro UNI ermöglicht zudem eine Kommunikation sowohl über Koax-Netze als auch über (Telefon-)Zweidrahtleitung. Die Produktlinie dlan PROFESSIONAL wurde mit der Neustrukturierung des Unternehmens eingestellt.[11]

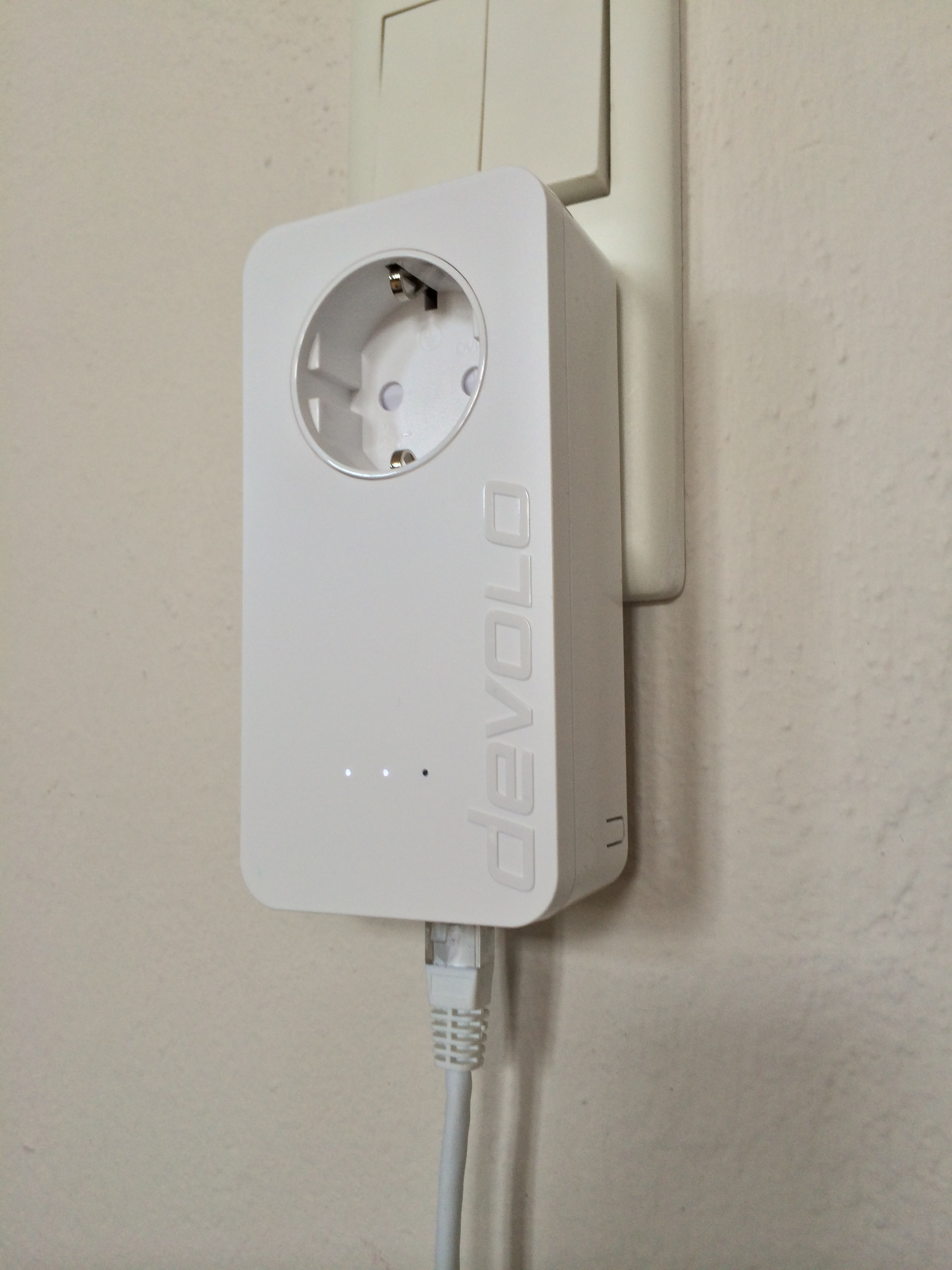
dLAN650, älterer PowerLAN-Adapter von Devolo mit Steckdosendurchschleifung sowie angeschlossenem LAN-Kabel
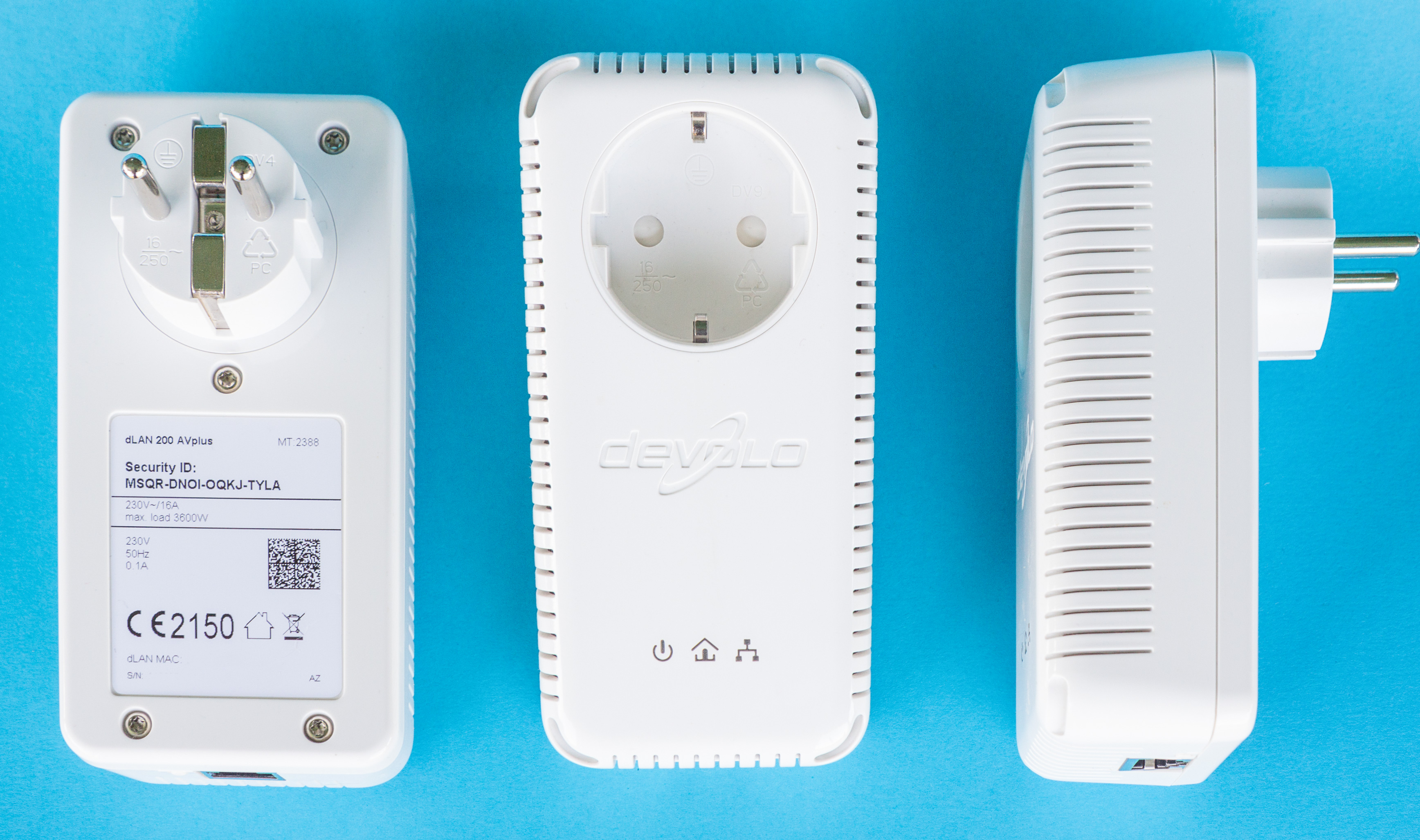
dLAN 200 AVplus-Adapter von Devolo mit Steckdosendurchschleifung und bis zu 200 Mbit/s Übertragungsrate
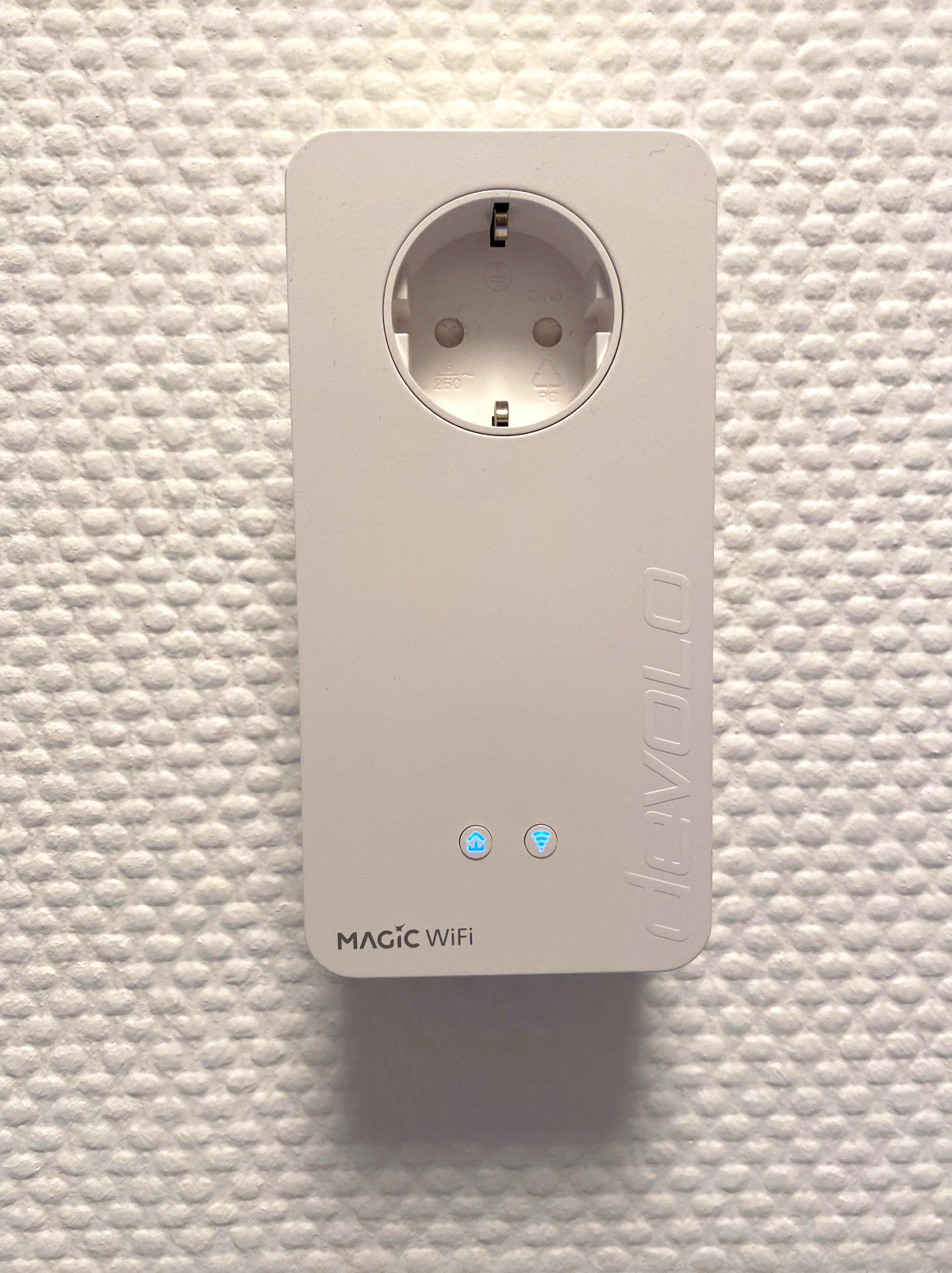
Aktueller Adapter der Reihe Magic WiFi

## Geschichte

Historisches Logo bis 2013

Historisches Logo ab 2013

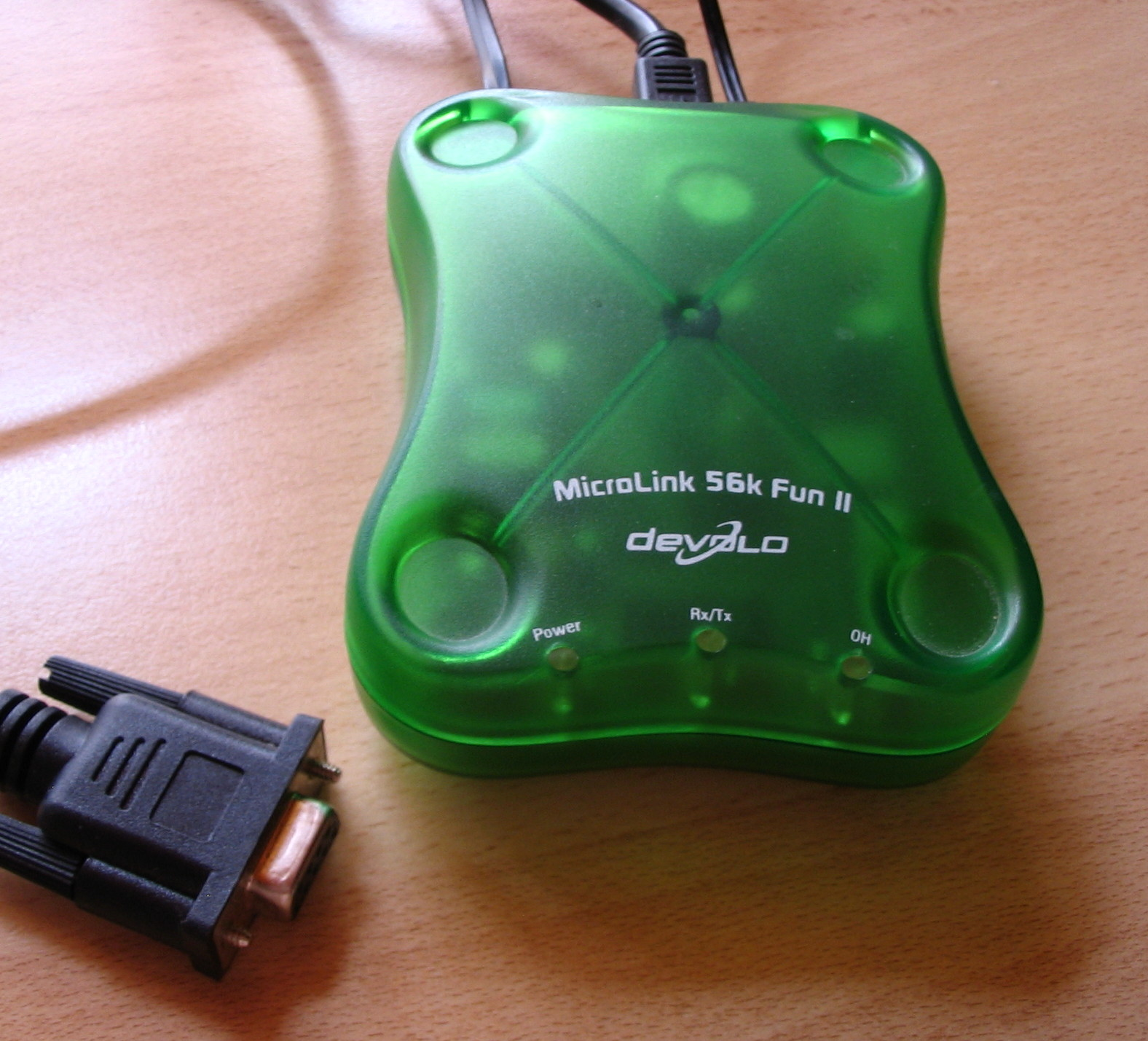
Telefonmodem von Devolo

Devolo wurde 2002 als Management-Buy-out aus der Datenkommunikations-Sparte der ELSA AG gegründet. In den ersten Jahren des Geschäftsbetriebs wurden analoge Modems und ISDN-Karten sowie ADSL-Router entwickelt und vermarktet.
2003 führte Devolo als erster Hersteller in Europa Trägerfrequenzanlagen-Adapter nach dem HomePlug-1.0-Standard ein. Zudem wurde Devolo in diesem Jahr Marktführer im Bereich Analog-Modems und HomePlug-Produkte in Deutschland.
2004 wurde der Vertrieb auf ganz Europa ausgedehnt.
2006 stellte Devolo die „dLAN 200“-Produktlinie vor, die die Vorgänger-Generationen mit 14 Mbit/s und 85 Mbit/s Brutto-Datenrate ablöste. dLAN 200 selbst erreicht eine Brutto-Datenrate von 200 Mbit/s, die Netto-Datenrate liegt zwischen 100 und 150 Mbit/s. Devolo bewarb dLAN 200 als Multimedia-Heimnetzwerk für alle Triple-Play-Dienste wie Breitband-Internet, VoIP und IPTV (HomePlug AV).
2007 wurde das Powerline-Portfolio für professionelle Anwender vorgestellt. Diese Geräte können neben Stromleitungen auch Koax-Netze sowie Zweidrahtleitungen zur Datenkommunikation nutzen.
 Mit dLAN TV SAT stellte devolo 2007 zudem eine Lösung für Endkunden vor, die die Powerline-Technik für Satellitenfernsehen nutzbar macht. Die hausinterne Stromleitung wird so wie ein Koax-Netz genutzt; heute basieren die Devolo dLAN TV SAT Produkte auf dem SAT>IP-Standard.
2009 bestätigte eine InStat-Studie Devolo als weltweiten Marktführer im Powerline-Segment.
2010 stellte Devolo mit dLAN Cockpit die erste Powerline Konfigurations- und Monitoring-Software für Privatanwender vor.
2011 führte Devolo die Powerline-Adapter mit einer Brutto-Datenrate 500 Mbit/s nach Verabschiedung des IEEE-1901-Standards ein, die vollständig abwärtskompatibel zu dLAN 200 sind. Sie soll die Inhouse-Distribution der neuen VDSL- und FTTH-Anschlüsse ermöglichen. Erste Produkte kamen 2011 auf den Markt.
2013 stellte Devolo auf der IFA in Berlin die ersten Powerline-Adapter mit 600 Mbit/s vor, die dLAN 650-Linie. Sie leisten eine Brutto-Datenrate von 600 Mbit/s. Als erste Produktlinie verfügt dLAN 650 über die range+ Technology, erstmals wird dafür zur Steigerung der Datentransferrate sowie zur Erhöhung der Reichweite der Schutzleiter der Stromleitung mit einbezogen. Somit können nun alle drei Leiter einer Stromleitung zur Datenübertragung verwendet werden. Devolo hat zudem das Einkopplungsverfahren zum Patent angemeldet. Des Weiteren gab das Unternehmen bekannt, seit Firmengründung ca. 20 Mio. dLAN-Produkte in Europa verkauft zu haben.
2014 brachte Devolo mit dLAN 1000+ die ersten PowerLAN-Produkte mit einer Übertragungsgeschwindigkeit von 1000 Mbit/s auf dem Markt. Diese Geschwindigkeit wird durch eine Adaption des MIMO-Verfahrens für die kabelgebundene Übertragung erreicht: Für den Datentransfer werden dieselben Frequenzbänder doppelt genutzt, indem parallel zwei Adern des Stromkabels verwendet werden.
2015 stieg Devolo mit der neuen Produktgruppe Devolo Home Control in den Smart-Home-Markt ein. Zudem wurde dem Unternehmen der Mittelstandspreis des Nachrichtensenders n-tv in der Kategorie „Marke“ verliehen, der sogenannten Hidden Champions auszeichnet.
2016 stellte Devolo die WiFi-Bridge Devolo GigaGate vor.
2018 kam von Devolo ein wetterfester WiFi-Outdoor-Adapter für Endkunden auf den Markt. Zudem führte Devolo 2018 die neue Produktreihe Devolo Magic ein, die statt Homeplug AV 2 den Standard G.hn nutzt.
Am 7. Februar 2022 wurde bekannt, dass das Unternehmen wegen Lieferkettenproblemen Insolvenz anmelden musste. Die devolo AG beendete das Verfahren nach nur sechs Monaten erfolgreich zum 31. Oktober 2022.
Im Dezember 2023 teilte das Aachener Unternehmen mit, aufgrund von „geringer Nachfrage in den letzten Monaten“ erneut in Schieflage geraten zu sein und meldete zum 2. mal ein Insolvenzverfahren in Eigenverwaltung beim zuständigen Insolvenzgericht an. Im April 2024 wurde das Verfahren abgeschlossen. Dabei wurden wesentliche Teile der Firma ("Asset Deal") von der SOL Capital aus Österreich übernommen; aus der bisherigen PM Technik GmbH, welche Devolo betrieb, wird die Devolo Solutions GmbH mit Sitz in Aachen.

## Mitgliedschaften
Devolo ist und war Mitglied in folgenden Verbänden:
- Institute of Electrical and Electronics Engineers (IEEE): Um eine zielgerichtete Diskussion und Forschung voranzutreiben, ist die IEEE in 36 so genannte Societies untergliedert. Devolo ist im Fachbereich IEEE Communications Society / PLCSC (Powerline Communication Standards Committee) vertreten und dort gemeinsam mit den anderen Mitgliedern für die Standardisierung der Powerline-Entwicklungen verantwortlich. So war Devolo maßgeblich am Standardisierungsprozess IEEE P1901 beteiligt.[33]
- HomePlug Alliance: Devolo war seit seiner Gründung bis Ende 2015 Mitglied in der HomePlug Powerline Alliance.
- BITKOM
- SPIDER: Das Projekt SPIDER (Sichere Powerline-Datenkommunikation im intelligenten Energienetz) wurde von Hochschulen und Unternehmen der Energie- und IT-Branche getragen. Es war in acht Bereiche aufgeteilt, die dabei den jeweiligen Spezialisten unterstellt waren. Die Systemintegration und die PLC-Kommunikation fielen in den Zuständigkeitsbereich der Devolo AG.[34]
- HomeGrid Forum[35]